# Falsomesosella unicolor
Falsomesosella unicolor là một loài bọ cánh cứng trong họ Cerambycidae.